# Economia de Serra Leoa
Serra Leoa é um dos países mais pobres do mundo apesar de ser rica em minerais, como diamante, ferro, platina, rutilo e bauxita. A infraestrutura física e social não é bem desenvolvida, e distúrbios sociais continuam a impedir o desenvolvimento, as atividades extrativistas são gerenciadas em grande parte por sociedades estrangeiras. As indústrias compreendem instalações para a transformação dos produtos agrícolas, florestais, e diamantes. A extração aluvial de diamantes é a principal fonte de renda do país, e responde por praticamente metade das exportações.
A mortalidade infantil do país é a segunda pior do mundo: 154,43 em cada 1000 crianças morrem antes de completar um ano (dados de 2009).

## Agricultura
| Produto          | Toneladas |
| ---------------- | --------- |
| Mandioca         | 69.666    |
| Arroz            | 10.991    |
| Frutos cítricos  | 800       |
| Óleo de palmeira | 356       |
| Batata doce      | 281       |
| Cana-de-açúcar   | 210       |
| Café             | 153       |
| Amendoim         | 147       |
| Tomate           | 120       |
| Cacau            | 109       |
| Milho            | 89        |
| Sorgo            | 81        |
| Manga            | 65        |
| Piaçaba          | 50        |
| Alpiste          | 36        |
| Coco             | 25        |
| Sésamo           | 19        |
| Ervilha seca     | 10        |